# Luc Meersman
Pour les articles homonymes, voir Meersman et Meerman.
Luc Meersman (né le 2 mars 1960 à Tielt) est un coureur cycliste et directeur sportif belge. Coureur professionnel de 1983 à 1986, il est ensuite devenu directeur sportif. Il exerce cette fonction au sein de l'équipe Trek-Segafredo depuis 2013.

## Biographie
Luc Meersman est le fils de l'ancien coureur Maurice Meersman (en), et le père de Gianni Meersman, coureur professionnel de 2007 à 2016.
Devenu coureur professionnel en 1983, Luc Meersman doit arrêter sa carrière prématurément, en 1986, à cause de douleurs persistantes au dos et au genou
Après avoir occupé divers emplois, il devient responsable de la flotte de véhicules de l'équipe cycliste Quick Step. Il travaille ensuite pour les équipes Discovery Channel, Astana, RadioShack. En 2013, il devient directeur sportif chez RadioShack-Leopard. Il crée le service de course de l'équipe, à Deinze en Belgique. Toujours responsable de la flotte de véhicules, il est également spécialisé dans la reconnaissance des parcours, notamment des classiques.

## Palmarès
- 1976
  - Circuit Het Volk débutants
- 1978
  -  Champion de Belgique de poursuite par équipes juniors
  - Trophée des Flandres
  - 3e du championnat de Belgique sur route juniors
- 1981
  - 3e de la Course des chats
  - 3e de Gand-Wervik
- 1983
  - Flèche flamande
  - Grand Prix Marcel Kint
  - 3e du Circuit Mandel-Lys-Escaut
  - 3e du Championnat des Flandres
- 1984
  - Omloop van de Westkust
  - 2e de Bruxelles-Ingooigem
  - 3e du Circuit Mandel-Lys-Escaut
- 1985
  - 3e du Samyn